# 检疫传染病
检疫传染病是国际上对鼠疫、霍乱、天花和黄热病这4种对人类危害极大的传染病的通称。由于天花病菌在世界范围内已经基本已经得到控制，世界卫生组织自1980年起已经取消对天花的预防要求。